# Тесавінка
Тисовинка (пол. Tesawinka) — гірський потік в Україні, у Сколівському районі Львівської області у Галичині. Лівий доплив Тишівниці, (басейн Дністра).

## Опис
Довжина потоку приблизно 5,93 км, найкоротша відстань між витоком і гирлом — 5,40 км, коефіцієнт звивистості потоку — 1,09. Формується багатьма гірськими струмками. Потік тече у межах Сколівських Бескидів (частина Українських Карпат).

## Розташування
Бере початок на північних схилах гори Ключ (927 м) у лісі Гемщице (урочище Гемщице). Тече переважно на північний схід через Побук і на південній околиці села Тишівниці впадає у річку Тишівниця, праву притоку Стрию.

## Притоки
- Чорнин (ліва)